# VsKfz.617 Alkett Minenräumer
VsKfz.617 Alkett Minenräumer je prototyp odminovacího vozidla vyvinutého za druhé světové války německou zbrojovkou Alkett. Vyvinut byl roku 1942. Nebyl sériově vyráběn. Na konci války byl ukořistěn Sovětským svazem a po zkouškách vystaven v Tankovém muzeu Kubinka.

## Vývoj

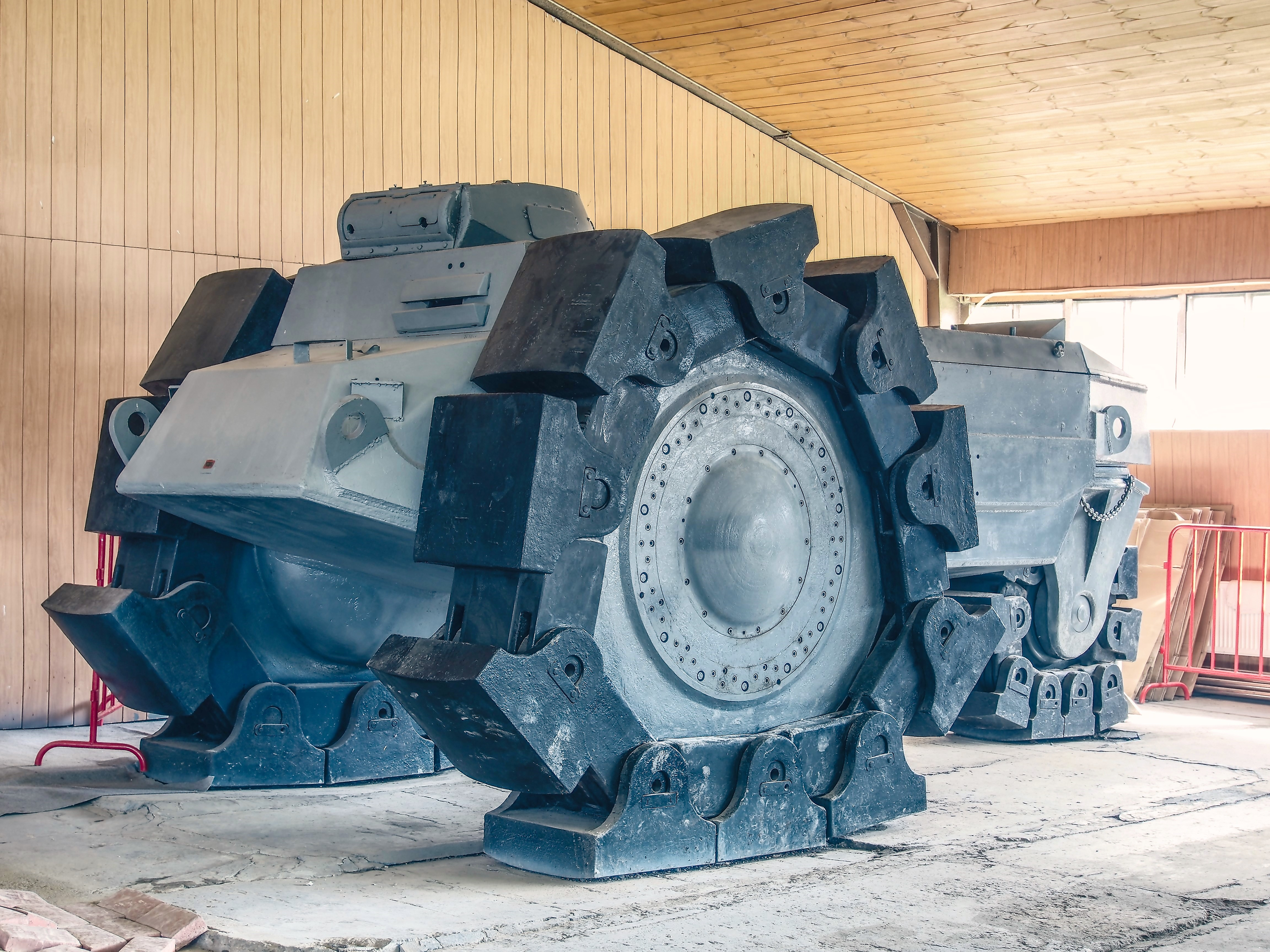
Detail přídě se dvěma hlavními koly a kulometnou věží

Vývoj odminovacího vozidla odolného vůči výbuchům běžných min byl objednán za účelem získání prostředku pro vytváření průchodů minovými poly. Vozidlo navíc mělo být pancéřované, aby odolalo nepřátelské palbě. Vývoj byl zahájen roku 1942. Zbrojovka Alkett vyrobila jeden prototyp vozidla Minenräumer a konkurenční Krupp nabídl dvoudílné vozidlo Räumer S. O zkouškách Minenräumeru se nedochovaly informace. Sériová výroba ale objednána nebyla. Prototyp patřil mezi kořistní techniku, kterou získal Sovětský svaz. Roku 1947 byl převezen k testům na tankový polygon v Kubince. Zkoušky potvrdily odolost patek kol. Kritizováno bylo slabé pancéřování vozidla, nízká rychlost, malá průchodnost i to, že mezi jeho koly zůstávaly široké neodminované pásy (40 % šířky vozidla). Celkově bylo vozidlo označeno za zastaralé.

## Konstrukce
Prototyp byl vyroben z ocelových plechů o síle 20–40 mm. Nejlépe byla chráněna podlaha trupu, tvořená dvěma pláty o celkové síle 60 mm. Trup se dělil na řidičský, bojový, převodový a motorový prostor. Složení posádky není známo. Přinejmenším se jednalo o řidiče a velitele/střelce, ale nelze vyloučit ani třetího člena. Vozidlo bylo vybaveno třemi kráčejícími koly Pedrail – dvěma hnanými na přídi a jedním na zádi. Řízeno bylo natáčením zadního kola, nebo přibrzďováním kol hlavních. Hnací kola měla průměr 1,9 metru a s nášlapnými patkami 2,5 metru. Zvolené řešení umožňovalo relativně jednoduchou výměnu výbuchy poškozených masivních odlévaných patek, aniž by bylo nutné měnit celá kola. Pohonný systém tvořil zážehový vidlicový dvanáctiválec Maybach HL-120 s výkonem 300 k (224 kW), převzatý ze středních tanků Panzerkampfwagen IV. Vozidlo bylo vyzbrojeno dvěma 7,92mm kulomety MG 34 ve věži převzaté z lehkého tanku Panzerkampfwagen I. Hmotnost vozidla je odhadována na 38–55 tun. Nejvyšší rychlost dosahovala 15 km/h.